# Senala
Senala este un sat localizat în partea centrală a insulei Fongafale, parte componentă a atolului Funafuti, statul Tuvalu.
La recensământul din 2002, localitatea înregistra 589 locuitori.